# Liste des monuments historiques protégés en 1914
Cet article recense les monuments historiques français classés en 1914.

## Protections
| Édifice                                                    | Commune                     | Département             | Région                     | Protection | Base Mérimée                         | Coordonnées                        | Image             |
| ---------------------------------------------------------- | --------------------------- | ----------------------- | -------------------------- | ---------- | ------------------------------------ | ---------------------------------- | ----------------- |
| Cocathédrale Notre-Dame-de-l'Annonciation                  | Bourg-en-Bresse             | Ain                     | Auvergne-Rhône-Alpes       | classé     | « PA00116321 », notice no PA00116321 | 46° 12′ 21″ nord, 5° 13′ 38″ est   |                   |
| Croix de Rignieux-le-Franc                                 | Rignieux-le-Franc           | Ain                     | Auvergne-Rhône-Alpes       | classé     | « PA00116539 », notice no PA00116539 | 45° 56′ 26″ nord, 5° 11′ 22″ est   |                   |
| Église de la Nativité-de-la-Sainte-Vierge                  | Lierval                     | Aisne                   | Hauts-de-France            | classé     | « PA00115785 », notice no PA00115785 | 49° 29′ 04″ nord, 3° 36′ 49″ est   |                   |
| Église Saint-Pierre                                        | Oulchy-la-Ville             | Aisne                   | Hauts-de-France            | classé     | « PA00115854 », notice no PA00115854 | 49° 12′ 49″ nord, 3° 21′ 05″ est   |                   |
| Église Notre-Dame                                          | Oulchy-le-Château           | Aisne                   | Hauts-de-France            | classé     | « PA00115856 », notice no PA00115856 | 49° 12′ 18″ nord, 3° 22′ 11″ est   |                   |
| Église Saint-Sauveur                                       | Serain                      | Aisne                   | Hauts-de-France            | classé     | « PA00115927 », notice no PA00115927 | 50° 01′ 41″ nord, 3° 22′ 01″ est   |                   |
| Église Saint-Léger                                         | Ébreuil                     | Allier                  | Auvergne-Rhône-Alpes       | classé     | « PA00093092 », notice no PA00093092 | 46° 06′ 53″ nord, 3° 05′ 18″ est   |                   |
| Église Saint-Pierre                                        | Yzeure                      | Allier                  | Auvergne-Rhône-Alpes       | classé     | « PA00093380 », notice no PA00093380 | 46° 34′ 00″ nord, 3° 21′ 16″ est   |                   |
| Cathédrale Notre-Dame-du-Bourguet                          | Forcalquier                 | Alpes-de-Haute-Provence | Provence-Alpes-Côte d'Azur | classé     | « PA00080396 », notice no PA00080396 | 43° 57′ 34″ nord, 5° 46′ 52″ est   |                   |
| Château de Lagarde                                         | Lagarde                     | Ariège                  | Occitanie                  | classé     | « PA00093800 », notice no PA00093800 | 43° 03′ 02″ nord, 1° 56′ 09″ est   |                   |
| Église Saint-Pierre-ès-Liens                               | Ervy-le-Châtel              | Aube                    | Grand Est                  | classé     | « PA00078105 », notice no PA00078105 | 48° 02′ 26″ nord, 3° 54′ 44″ est   | catégorie commons |
| Église Saint-Laurent                                       | Soulaines-Dhuys             | Aube                    | Grand Est                  | classé     | « PA00078239 », notice no PA00078239 | 48° 22′ 34″ nord, 4° 44′ 10″ est   | catégorie commons |
| Cathédrale Saint-Just-et-Saint-Pasteur                     | Narbonne                    | Aude                    | Occitanie                  | classé     | « PA00102790 », notice no PA00102790 | 43° 11′ 05″ nord, 3° 00′ 13″ est   |                   |
| Église Saint-Paul                                          | Peyriac-de-Mer              | Aude                    | Occitanie                  | classé     | « PA00102856 », notice no PA00102856 | 43° 05′ 12″ nord, 2° 57′ 36″ est   |                   |
| Abbaye de Saint-Hilaire                                    | Saint-Hilaire               | Aude                    | Occitanie                  | classé     | « PA00102882 », notice no PA00102882 | 43° 05′ 38″ nord, 2° 18′ 38″ est   |                   |
| Maison Gaubert                                             | Villefranche-de-Rouergue    | Aveyron                 | Occitanie                  | classé     | « PA00094223 », notice no PA00094223 | 44° 21′ 08″ nord, 2° 02′ 14″ est   |                   |
| Pavillon Vendôme                                           | Aix-en-Provence             | Bouches-du-Rhône        | Provence-Alpes-Côte d'Azur | classé     | « PA00081103 », notice no PA00081103 | 43° 31′ 52″ nord, 5° 26′ 32″ est   |                   |
| Hôtel de ville                                             | Les Baux-de-Provence        | Bouches-du-Rhône        | Provence-Alpes-Côte d'Azur | classé     | « PA00081214 », notice no PA00081214 | 43° 44′ 38″ nord, 4° 47′ 43″ est   |                   |
| Lanterne des morts                                         | Bayeux                      | Calvados                | Normandie                  | classé     | « PA00111059 », notice no PA00111059 | 49° 16′ 32″ nord, 0° 42′ 16″ ouest |                   |
| Église Saint-Martin-de-Vertou                              | Deux-Jumeaux                | Calvados                | Normandie                  | classé     | « PA00111281 », notice no PA00111281 | 49° 20′ 55″ nord, 0° 57′ 42″ ouest |                   |
| Église Saint-Pierre                                        | Longraye                    | Calvados                | Normandie                  | classé     | « PA00111450 », notice no PA00111450 | 49° 09′ 24″ nord, 0° 41′ 55″ ouest |                   |
| Église Saint-Pierre                                        | Ouézy                       | Calvados                | Normandie                  | classé     | « PA00111218 », notice no PA00111218 | 49° 05′ 00″ nord, 0° 06′ 12″ ouest |                   |
| Église Saint-Ouen                                          | Périers-sur-le-Dan          | Calvados                | Normandie                  | classé     | « PA00111596 », notice no PA00111596 | 49° 15′ 17″ nord, 0° 19′ 48″ ouest |                   |
| Château de Brécy                                           | Saint-Gabriel-Brécy         | Calvados                | Normandie                  | classé     | « PA00111666 », notice no PA00111666 | 49° 15′ 49″ nord, 0° 34′ 27″ ouest |                   |
| Église Saint-Sylvain                                       | Saint-Sylvain               | Calvados                | Normandie                  | classé     | « PA00111723 », notice no PA00111723 | 49° 03′ 23″ nord, 0° 13′ 06″ ouest |                   |
| Église Saint-Martin                                        | Laroquebrou                 | Cantal                  | Auvergne-Rhône-Alpes       | classé     | « PA00093528 », notice no PA00093528 | 44° 58′ 05″ nord, 2° 11′ 26″ est   |                   |
| Église Notre-Dame                                          | Berneuil                    | Charente                | Nouvelle-Aquitaine         | classé     | « PA00104247 », notice no PA00104247 | 45° 23′ 34″ nord, 0° 04′ 19″ ouest |                   |
| Commanderie de Cressac                                     | Cressac-Saint-Genis         | Charente                | Nouvelle-Aquitaine         | classé     | « PA00104351 », notice no PA00104351 | 45° 27′ 38″ nord, 0° 01′ 12″ est   |                   |
| Église Saint-Maixent                                       | Empuré                      | Charente                | Nouvelle-Aquitaine         | classé     | « PA00104379 », notice no PA00104379 | 46° 01′ 20″ nord, 0° 03′ 06″ est   |                   |
| Église Saint-Vivien                                        | Breuillet                   | Charente-Maritime       | Nouvelle-Aquitaine         | classé     | « PA00104633 », notice no PA00104633 | 45° 41′ 24″ nord, 1° 03′ 06″ ouest |                   |
| Église Saint-Pierre                                        | Neuillac                    | Charente-Maritime       | Nouvelle-Aquitaine         | classé     | « PA00104823 », notice no PA00104823 | 45° 31′ 05″ nord, 0° 23′ 55″ ouest |                   |
| Église Saint-Sylvain                                       | Saint-Sauvant               | Charente-Maritime       | Nouvelle-Aquitaine         | classé     | « PA00105229 », notice no PA00105229 | 45° 44′ 23″ nord, 0° 30′ 15″ ouest | catégorie commons |
| Tour de Saint-Sauvant                                      | Saint-Sauvant               | Charente-Maritime       | Nouvelle-Aquitaine         | classé     | « PA00105230 », notice no PA00105230 | 45° 44′ 22″ nord, 0° 30′ 18″ ouest | catégorie commons |
| Rempart gallo-romain                                       | Bourges                     | Cher                    | Centre-Val de Loire        | classé     | « PA00096671 », notice no PA00096671 | 47° 04′ 59″ nord, 2° 23′ 59″ est   |                   |
| Maison Houet                                               | Bourges                     | Cher                    | Centre-Val de Loire        | classé     | « PA00096716 », notice no PA00096716 | 47° 05′ 08″ nord, 2° 23′ 54″ est   |                   |
| Maison                                                     | Bourges                     | Cher                    | Centre-Val de Loire        | classé     | « PA00096724 », notice no PA00096724 | 47° 05′ 09″ nord, 2° 23′ 53″ est   |                   |
| Chapître de Châteaumeillant                                | Châteaumeillant             | Cher                    | Centre-Val de Loire        | classé     | « PA00096764 », notice no PA00096764 | 46° 33′ 36″ nord, 2° 11′ 42″ est   |                   |
| Château de Sagonne                                         | Sagonne                     | Cher                    | Centre-Val de Loire        | classé     | « PA00096871 », notice no PA00096871 | 46° 51′ 00″ nord, 2° 49′ 35″ est   |                   |
| Église de la Décollation-de-Saint-Jean-Baptiste            | Allassac                    | Corrèze                 | Nouvelle-Aquitaine         | classé     | « PA00099646 », notice no PA00099646 | 45° 15′ 27″ nord, 1° 28′ 33″ est   |                   |
| Église Saint-Valentin-de-Rome                              | Autricourt                  | Côte-d'Or               | Bourgogne-Franche-Comté    | classé     | « PA00112075 », notice no PA00112075 | 47° 59′ 52″ nord, 4° 37′ 14″ est   |                   |
| Maison                                                     | Bèze                        | Côte-d'Or               | Bourgogne-Franche-Comté    | classé     | « PA00112136 », notice no PA00112136 | 47° 28′ 01″ nord, 5° 16′ 11″ est   |                   |
| Maison                                                     | Bèze                        | Côte-d'Or               | Bourgogne-Franche-Comté    | classé     | « PA00112137 », notice no PA00112137 | 47° 28′ 01″ nord, 5° 16′ 12″ est   |                   |
| Église Saint-Pierre-Saint-Paul                             | Nicey                       | Côte-d'Or               | Bourgogne-Franche-Comté    | classé     | « PA00112568 », notice no PA00112568 | 47° 51′ 45″ nord, 4° 18′ 58″ est   |                   |
| Église Saint-Baudèle                                       | Plombières-lès-Dijon        | Côte-d'Or               | Bourgogne-Franche-Comté    | classé     | « PA00112585 », notice no PA00112585 | 47° 20′ 25″ nord, 4° 58′ 18″ est   |                   |
| Fontaine de la Samaritaine                                 | Saint-Seine-l'Abbaye        | Côte-d'Or               | Bourgogne-Franche-Comté    | classé     | « PA00112641 », notice no PA00112641 | 47° 26′ 24″ nord, 4° 47′ 21″ est   |                   |
| Église Saint-Marcel                                        | Vix                         | Côte-d'Or               | Bourgogne-Franche-Comté    | classé     | « PA00112741 », notice no PA00112741 | 47° 54′ 14″ nord, 4° 31′ 52″ est   |                   |
| Dolmen de Kerivole                                         | Bourbriac                   | Côtes-d'Armor           | Bretagne                   | classé     | « PA00089034 », notice no PA00089034 | 48° 25′ 55″ nord, 3° 13′ 55″ ouest |                   |
| Basilique Notre-Dame-de-Bon-Secours                        | Guingamp                    | Côtes-d'Armor           | Bretagne                   | classé     | « PA00089179 », notice no PA00089179 | 48° 33′ 40″ nord, 3° 09′ 03″ ouest |                   |
| Dolmen de la Couette                                       | Ploufragan                  | Côtes-d'Armor           | Bretagne                   | classé     | « PA00089476 », notice no PA00089476 | 48° 28′ 38″ nord, 2° 47′ 22″ ouest |                   |
| Fanal funéraire de Saint-Goussaud                          | Saint-Goussaud              | Creuse                  | Nouvelle-Aquitaine         | classé     | « PA00100166 », notice no PA00100166 | 46° 02′ 29″ nord, 1° 34′ 42″ est   |                   |
| Église Saint-Quentin                                       | Saint-Quentin-la-Chabanne   | Creuse                  | Nouvelle-Aquitaine         | classé     | « PA00100192 », notice no PA00100192 | 45° 51′ 53″ nord, 2° 09′ 16″ est   |                   |
| Abbaye Saint-Pierre                                        | Airvault                    | Deux-Sèvres             | Nouvelle-Aquitaine         | classé     | « PA00101165 », notice no PA00101165 | 46° 49′ 35″ nord, 0° 08′ 15″ ouest |                   |
| Église Saint-Grégoire                                      | Augé                        | Deux-Sèvres             | Nouvelle-Aquitaine         | classé     | « PA00101183 », notice no PA00101183 | 46° 26′ 21″ nord, 0° 17′ 11″ ouest |                   |
| Église Saint-Hilaire                                       | Melle                       | Deux-Sèvres             | Nouvelle-Aquitaine         | classé     | « PA00101264 », notice no PA00101264 | 46° 13′ 12″ nord, 0° 08′ 59″ ouest |                   |
| Église Saint-Savinien                                      | Melle                       | Deux-Sèvres             | Nouvelle-Aquitaine         | classé     | « PA00101266 », notice no PA00101266 | 46° 13′ 14″ nord, 0° 08′ 43″ ouest |                   |
| Lanterne des morts du cimetière de Pers                    | Pers                        | Deux-Sèvres             | Nouvelle-Aquitaine         | classé     | « PA00101318 », notice no PA00101318 | 46° 13′ 08″ nord, 0° 04′ 14″ est   |                   |
| Église Saint-Étienne                                       | Saint-Étienne-la-Cigogne    | Deux-Sèvres             | Nouvelle-Aquitaine         | classé     | « PA00101331 », notice no PA00101331 | 46° 06′ 53″ nord, 0° 30′ 07″ ouest |                   |
| Église Saint-Pierre-ès-liens                               | Chantérac                   | Dordogne                | Nouvelle-Aquitaine         | classé     | « PA00082477 », notice no PA00082477 | 45° 10′ 21″ nord, 0° 26′ 46″ est   |                   |
| Grotte de la Croze-à-Gontran                               | Les Eyzies-de-Tayac-Sireuil | Dordogne                | Nouvelle-Aquitaine         | classé     | « PA00082549 », notice no PA00082549 | 44° 56′ 36″ nord, 1° 00′ 24″ est   |                   |
| Église Saint-Pierre-ès-Liens                               | Saint-Antoine-Cumond        | Dordogne                | Nouvelle-Aquitaine         | classé     | « PA00082800 », notice no PA00082800 | 45° 14′ 04″ nord, 0° 13′ 26″ est   |                   |
| Église-temple de Beaumont-lès-Valence                      | Beaumont-lès-Valence        | Drôme                   | Auvergne-Rhône-Alpes       | classé     | « PA00116892 », notice no PA00116892 | 44° 51′ 36″ nord, 4° 56′ 30″ est   |                   |
| Pont des Belles Fontaines                                  | Juvisy-sur-Orge             | Essonne                 | Île-de-France              | classé     | « PA00087929 », notice no PA00087929 | 48° 41′ 10″ nord, 2° 22′ 23″ est   |                   |
| Église Saint-Aubin                                         | Doudeauville-en-Vexin       | Eure                    | Normandie                  | classé     | « PA00099390 », notice no PA00099390 | 49° 19′ 39″ nord, 1° 35′ 19″ est   |                   |
| Abbaye Notre-Dame de Josaphat (ancienne)                   | Lèves                       | Eure-et-Loir            | Centre-Val de Loire        | classé     | « PA00097131 », notice no PA00097131 | 48° 28′ 16″ nord, 1° 29′ 02″ est   |                   |
| Maison de Blévy                                            | Nogent-le-Roi               | Eure-et-Loir            | Centre-Val de Loire        | classé     | « PA00097171 », notice no PA00097171 | 48° 39′ 07″ nord, 1° 31′ 27″ est   |                   |
| Église Saint-Pierre-et-Saint-Paul                          | Argol                       | Finistère               | Bretagne                   | classé     | « PA00089823 », notice no PA00089823 | 48° 14′ 47″ nord, 4° 19′ 01″ ouest |                   |
| Chapelle de la Véronique                                   | Bannalec                    | Finistère               | Bretagne                   | classé     | « PA00089829 », notice no PA00089829 | 47° 56′ 13″ nord, 3° 45′ 06″ ouest |                   |
| Église Notre-Dame-et-Saint-Tugen                           | Brasparts                   | Finistère               | Bretagne                   | classé     | « PA00089843 », notice no PA00089843 | 48° 18′ 04″ nord, 3° 57′ 24″ ouest |                   |
| Église Notre-Dame                                          | Brennilis                   | Finistère               | Bretagne                   | classé     | « PA00089846 », notice no PA00089846 | 48° 21′ 25″ nord, 3° 51′ 02″ ouest |                   |
| Chapelle Notre-Dame de l'île Callot                        | Carantec                    | Finistère               | Bretagne                   | classé     | « PA00089856 », notice no PA00089856 | 48° 41′ 30″ nord, 3° 55′ 30″ ouest |                   |
| Église Saint-Pierre de Plouguer                            | Carhaix-Plouguer            | Finistère               | Bretagne                   | classé     | « PA00089861 », notice no PA00089861 | 48° 16′ 39″ nord, 3° 34′ 42″ ouest |                   |
| Chapelle Notre-Dame                                        | Châteaulin                  | Finistère               | Bretagne                   | classé     | « PA00089867 », notice no PA00089867 | 48° 11′ 44″ nord, 4° 05′ 52″ ouest |                   |
| Chapelle Saint-They de la pointe du Van                    | Cléden-Cap-Sizun            | Finistère               | Bretagne                   | classé     | « PA00089868 », notice no PA00089868 | 48° 03′ 36″ nord, 4° 42′ 43″ ouest |                   |
| Fontaine et calvaire du Drennec                            | Clohars-Fouesnant           | Finistère               | Bretagne                   | classé     | « PA00089884 », notice no PA00089884 | 47° 54′ 34″ nord, 4° 04′ 19″ ouest |                   |
| Chapelle Notre-Dame de Kerdévot                            | Ergué-Gabéric               | Finistère               | Bretagne                   | classé     | « PA00089920 », notice no PA00089920 | 48° 00′ 23″ nord, 3° 58′ 50″ ouest |                   |
| Église Notre-Dame d'Izel-Vor                               | La Forêt-Fouesnant          | Finistère               | Bretagne                   | classé     | « PA00089956 », notice no PA00089956 | 47° 54′ 28″ nord, 3° 58′ 47″ ouest |                   |
| Chapelle Sainte-Anne                                       | Fouesnant                   | Finistère               | Bretagne                   | classé     | « PA00089962 », notice no PA00089962 | 47° 54′ 21″ nord, 4° 01′ 12″ ouest |                   |
| Église Saint-Gouesnou                                      | Gouesnou                    | Finistère               | Bretagne                   | classé     | « PA00089971 », notice no PA00089971 | 48° 27′ 05″ nord, 4° 28′ 02″ ouest |                   |
| Église Saint-Pierre                                        | Gouézec                     | Finistère               | Bretagne                   | classé     | « PA00089975 », notice no PA00089975 | 48° 10′ 10″ nord, 3° 58′ 23″ ouest |                   |
| Église Saint-Fiacre                                        | Guengat                     | Finistère               | Bretagne                   | classé     | « PA00089983 », notice no PA00089983 | 48° 02′ 32″ nord, 4° 12′ 18″ ouest |                   |
| Enclos paroissial de Guimiliau                             | Guimiliau                   | Finistère               | Bretagne                   | classé     | « PA00089998 », notice no PA00089998 | 48° 29′ 19″ nord, 3° 59′ 52″ ouest |                   |
| Chapelle Notre-Dame du Rhun                                | Guipavas                    | Finistère               | Bretagne                   | classé     | « PA00089999 », notice no PA00089999 | 48° 26′ 09″ nord, 4° 24′ 02″ ouest |                   |
| Chapelle Notre-Dame-des-Cieux                              | Huelgoat                    | Finistère               | Bretagne                   | classé     | « PA00090006 », notice no PA00090006 | 48° 21′ 39″ nord, 3° 44′ 49″ ouest |                   |
| Église Notre-Dame                                          | Lampaul-Guimiliau           | Finistère               | Bretagne                   | classé     | « PA00090020 », notice no PA00090020 | 48° 29′ 35″ nord, 4° 02′ 25″ ouest |                   |
| Église Saint-Thuriau                                       | Landivisiau                 | Finistère               | Bretagne                   | classé     | « PA00090043 », notice no PA00090043 | 48° 30′ 38″ nord, 4° 04′ 19″ ouest |                   |
| Fontaine de Saint-Thivisiau                                | Landivisiau                 | Finistère               | Bretagne                   | classé     | « PA00090044 », notice no PA00090044 | 48° 30′ 37″ nord, 4° 04′ 22″ ouest |                   |
| Stèle                                                      | Landivisiau                 | Finistère               | Bretagne                   | classé     | « PA00090045 », notice no PA00090045 | 48° 30′ 37″ nord, 4° 04′ 21″ ouest |                   |
| Église Saint-Jacques de Locquirec                          | Locquirec                   | Finistère               | Bretagne                   | classé     | « PA00090073 », notice no PA00090073 | 48° 41′ 31″ nord, 3° 38′ 45″ ouest |                   |
| Église Notre-Dame-de-Confort                               | Meilars                     | Finistère               | Bretagne                   | classé     | « PA00090110 », notice no PA00090110 | 48° 03′ 02″ nord, 4° 25′ 39″ ouest |                   |
| Chapelle de la Trinité (Melgven)                           | Melgven                     | Finistère               | Bretagne                   | classé     | « PA00090113 », notice no PA00090113 | 47° 55′ 08″ nord, 3° 49′ 02″ ouest |                   |
| Église Notre-Dame                                          | Morlaix                     | Finistère               | Bretagne                   | classé     | « PA00090127 », notice no PA00090127 | 48° 36′ 19″ nord, 3° 50′ 03″ ouest |                   |
| Église Saint-Mathieu                                       | Morlaix                     | Finistère               | Bretagne                   | classé     | « PA00090128 », notice no PA00090128 | 48° 34′ 30″ nord, 3° 49′ 27″ ouest |                   |
| Église Saint-Mélaine                                       | Morlaix                     | Finistère               | Bretagne                   | classé     | « PA00090129 », notice no PA00090129 | 48° 34′ 44″ nord, 3° 49′ 42″ ouest |                   |
| Enclos paroissial de Pleyben                               | Pleyben                     | Finistère               | Bretagne                   | classé     | « PA00090166 », notice no PA00090166 | 48° 13′ 38″ nord, 3° 58′ 11″ ouest |                   |
| Église Saint-Pierre                                        | Pleyber-Christ              | Finistère               | Bretagne                   | classé     | « PA00090168 », notice no PA00090168 | 48° 30′ 19″ nord, 3° 52′ 26″ ouest |                   |
| Chapelle Saint-Germain                                     | Plogastel-Saint-Germain     | Finistère               | Bretagne                   | classé     | « PA00090177 », notice no PA00090177 | 47° 58′ 03″ nord, 4° 14′ 54″ ouest |                   |
| Chapelle de Saint-Théleau                                  | Plogonnec                   | Finistère               | Bretagne                   | classé     | « PA00090180 », notice no PA00090180 | 48° 05′ 35″ nord, 4° 10′ 27″ ouest |                   |
| Substructions gallo-romaines de Gorré-Bloué Izella         | Plouescat                   | Finistère               | Bretagne                   | classé     | « PA00090223 », notice no PA00090223 | 48° 39′ 15″ nord, 4° 09′ 37″ ouest |                   |
| Église Saint-Étienne                                       | Plouezoc'h                  | Finistère               | Bretagne                   | classé     | « PA00090229 », notice no PA00090229 | 48° 38′ 21″ nord, 3° 49′ 16″ ouest |                   |
| Château du Taureau                                         | Plouezoc'h                  | Finistère               | Bretagne                   | classé     | « PA00090226 », notice no PA00090226 | 48° 40′ 33″ nord, 3° 53′ 03″ ouest |                   |
| Église Saint-Pierre                                        | Plougasnou                  | Finistère               | Bretagne                   | classé     | « PA00090232 », notice no PA00090232 | 48° 41′ 46″ nord, 3° 47′ 31″ ouest |                   |
| Chapelle                                                   | Plougasnou                  | Finistère               | Bretagne                   | classé     | « PA00090231 », notice no PA00090231 | 48° 41′ 52″ nord, 3° 47′ 23″ ouest |                   |
| Église Saint-Yves                                          | Plounéour-Ménez             | Finistère               | Bretagne                   | classé     | « PA00090256 », notice no PA00090256 | 48° 26′ 21″ nord, 3° 53′ 33″ ouest |                   |
| Abbaye du Relec                                            | Plounéour-Ménez             | Finistère               | Bretagne                   | classé     | « PA00090257 », notice no PA00090257 | 48° 26′ 56″ nord, 3° 43′ 00″ ouest |                   |
| Chapelle de Lochrist                                       | Plounévez-Lochrist          | Finistère               | Bretagne                   | classé     | « PA00090264 », notice no PA00090264 | 48° 37′ 49″ nord, 4° 14′ 11″ ouest |                   |
| Chapelle de la Trinité                                     | Plozévet                    | Finistère               | Bretagne                   | classé     | « PA00090279 », notice no PA00090279 | 47° 59′ 38″ nord, 4° 25′ 38″ ouest |                   |
| Église Notre-Dame-des-Carmes                               | Pont-l'Abbé                 | Finistère               | Bretagne                   | classé     | « PA00090297 », notice no PA00090297 | 47° 52′ 00″ nord, 4° 13′ 09″ ouest |                   |
| Chapelle Notre-Dame-de-Kérinec                             | Poullan-sur-Mer             | Finistère               | Bretagne                   | classé     | « PA00090313 », notice no PA00090313 | 48° 03′ 47″ nord, 4° 24′ 32″ ouest |                   |
| Église Saint-Pierre-et-Saint-Paul                          | Poullaouen                  | Finistère               | Bretagne                   | classé     | « PA00090316 », notice no PA00090316 | 48° 20′ 23″ nord, 3° 38′ 35″ ouest |                   |
| Maison dite de Marie Stuart                                | Roscoff                     | Finistère               | Bretagne                   | classé     | « PA00090403 », notice no PA00090403 | 48° 43′ 33″ nord, 3° 59′ 01″ ouest |                   |
| Église Notre-Dame                                          | Rosporden                   | Finistère               | Bretagne                   | classé     | « PA00090407 », notice no PA00090407 | 47° 57′ 34″ nord, 3° 49′ 38″ ouest |                   |
| Alignement de Trimen                                       | Saint-Goazec                | Finistère               | Bretagne                   | classé     | « PA00090412 », notice no PA00090412 | 48° 08′ 21″ nord, 3° 46′ 38″ ouest |                   |
| Menhir du Mendy                                            | Saint-Goazec                | Finistère               | Bretagne                   | classé     | « PA00090417 », notice no PA00090417 | 48° 08′ 09″ nord, 3° 45′ 59″ ouest |                   |
| Allée couverte de Castel-Ruffel                            | Saint-Goazec                | Finistère               | Bretagne                   | classé     | « PA00090414 », notice no PA00090414 | 48° 08′ 42″ nord, 3° 43′ 42″ ouest |                   |
| Église Saint-Jean-Baptiste                                 | Saint-Jean-du-Doigt         | Finistère               | Bretagne                   | classé     | « PA00090419 », notice no PA00090419 | 48° 41′ 39″ nord, 3° 46′ 23″ ouest |                   |
| Église Saint-Servais                                       | Saint-Servais               | Finistère               | Bretagne                   | classé     | « PA00090438 », notice no PA00090438 | 48° 30′ 42″ nord, 4° 09′ 20″ ouest |                   |
| Enclos paroissial de Saint-Thégonnec                       | Saint-Thégonnec             | Finistère               | Bretagne                   | classé     | « PA00090441 », notice no PA00090441 | 48° 31′ 13″ nord, 3° 56′ 47″ ouest |                   |
| Église Saint-Pierre                                        | Taulé                       | Finistère               | Bretagne                   | classé     | « PA00090454 », notice no PA00090454 | 48° 36′ 14″ nord, 3° 54′ 00″ ouest |                   |
| Cathédrale Saint-Jean-Baptiste                             | Alès                        | Gard                    | Occitanie                  | classé     | « PA00102948 », notice no PA00102948 | 44° 07′ 24″ nord, 4° 04′ 37″ est   |                   |
| Fontaine couverte d'Anduze                                 | Anduze                      | Gard                    | Occitanie                  | classé     | « PA00102953 », notice no PA00102953 | 44° 03′ 17″ nord, 3° 59′ 08″ est   |                   |
| Abbaye de Flaran                                           | Valence-sur-Baïse           | Gers                    | Occitanie                  | classé     | « PA00094955 », notice no PA00094955 | 43° 53′ 24″ nord, 0° 22′ 25″ est   |                   |
| Musée national des Douanes                                 | Bordeaux                    | Gironde                 | Nouvelle-Aquitaine         | classé     | « PA00083193 », notice no PA00083193 | 44° 50′ 27″ nord, 0° 34′ 11″ ouest |                   |
| Église Saint-Pierre                                        | Puisseguin                  | Gironde                 | Nouvelle-Aquitaine         | classé     | « PA00083687 », notice no PA00083687 | 44° 55′ 23″ nord, 0° 04′ 23″ ouest |                   |
| Hôtel d'Assézat et de Clémence Isaure                      | Toulouse                    | Haute-Garonne           | Occitanie                  | classé     | « PA00094532 », notice no PA00094532 | 43° 36′ 02″ nord, 1° 26′ 47″ est   |                   |
| Pont de la Chartreuse                                      | Brives-Charensac            | Haute-Loire             | Auvergne-Rhône-Alpes       | classé     | « PA00092625 », notice no PA00092625 | 45° 02′ 51″ nord, 3° 55′ 37″ est   |                   |
| Prieuré de Chanteuges                                      | Chanteuges                  | Haute-Loire             | Auvergne-Rhône-Alpes       | classé     | « PA00092645 », notice no PA00092645 | 45° 04′ 24″ nord, 3° 31′ 56″ est   |                   |
| Portail roman de l'abbaye de Vorey                         | Le Puy-en-Velay             | Haute-Loire             | Auvergne-Rhône-Alpes       | classé     | « PA00092806 », notice no PA00092806 | 45° 02′ 25″ nord, 3° 53′ 03″ est   |                   |
| Hôtel-Dieu                                                 | Le Puy-en-Velay             | Haute-Loire             | Auvergne-Rhône-Alpes       | classé     | « PA00092761 », notice no PA00092761 | 45° 02′ 46″ nord, 3° 53′ 03″ est   |                   |
| Église Notre-Dame-de-l'Assomption                          | Droyes                      | Haute-Marne             | Grand Est                  | classé     | « PA00079054 », notice no PA00079054 | 48° 30′ 41″ nord, 4° 41′ 57″ est   |                   |
| Église Saint-Symphorien d'Aubigny                          | Vaux-sous-Aubigny           | Haute-Marne             | Grand Est                  | classé     | « PA00079259 », notice no PA00079259 | 47° 39′ 47″ nord, 5° 17′ 06″ est   |                   |
| Ermitage de Saint-Valbert                                  | Saint-Valbert               | Haute-Saône             | Bourgogne-Franche-Comté    | classé     | « PA00102270 », notice no PA00102270 | 47° 51′ 33″ nord, 6° 24′ 10″ est   |                   |
| Église Saint-Laurent                                       | Arvieux                     | Hautes-Alpes            | Provence-Alpes-Côte d'Azur | classé     | « PA00080521 », notice no PA00080521 | 44° 45′ 57″ nord, 6° 44′ 23″ est   |                   |
| Église Saint-Marcellin                                     | Névache                     | Hautes-Alpes            | Provence-Alpes-Côte d'Azur | classé     | « PA00080595 », notice no PA00080595 | 45° 01′ 08″ nord, 6° 36′ 17″ est   |                   |
| Église Saint-Martin                                        | Saint-Martin-de-Queyrières  | Hautes-Alpes            | Provence-Alpes-Côte d'Azur | classé     | « PA00080616 », notice no PA00080616 | 44° 50′ 26″ nord, 6° 35′ 07″ est   |                   |
| Église Saint-Marcellin                                     | La Salle-les-Alpes          | Hautes-Alpes            | Provence-Alpes-Côte d'Azur | classé     | « PA00080623 », notice no PA00080623 | 44° 56′ 41″ nord, 6° 33′ 54″ est   |                   |
| Église de la Nativité-de-la-Sainte-Vierge                  | Auriébat                    | Hautes-Pyrénées         | Occitanie                  | classé     | « PA00095328 », notice no PA00095328 | 43° 29′ 43″ nord, 0° 05′ 17″ est   |                   |
| Église Saint-Jean-Baptiste de Sère                         | Esquièze-Sère               | Hautes-Pyrénées         | Occitanie                  | classé     | « PA00095371 », notice no PA00095371 | 42° 52′ 44″ nord, 0° 00′ 25″ ouest |                   |
| Abbaye de Saint-Sever-de-Rustan                            | Saint-Sever-de-Rustan       | Hautes-Pyrénées         | Occitanie                  | classé     | « PA00095417 », notice no PA00095417 | 43° 21′ 07″ nord, 0° 13′ 31″ est   |                   |
| Dolmen du Belvédère no 1                                   | Saint-Privat                | Hérault                 | Occitanie                  | classé     | « PA00103711 », notice no PA00103711 | 43° 43′ 59″ nord, 3° 22′ 30″ est   |                   |
| Église Saint-Germain                                       | Rennes                      | Ille-et-Vilaine         | Bretagne                   | classé     | « PA00090682 », notice no PA00090682 | 48° 06′ 40″ nord, 1° 40′ 38″ ouest |                   |
| Église Saint-Martin                                        | Chouday                     | Indre                   | Centre-Val de Loire        | classé     | « PA00097321 », notice no PA00097321 | 46° 54′ 39″ nord, 2° 03′ 53″ est   |                   |
| Église Saint-Ambroix                                       | Douadic                     | Indre                   | Centre-Val de Loire        | classé     | « PA00097340 », notice no PA00097340 | 46° 42′ 19″ nord, 1° 06′ 42″ est   |                   |
| Dolmen du Bois-Plantaire                                   | Lourdoueix-Saint-Michel     | Indre                   | Centre-Val de Loire        | classé     | « PA00097376 », notice no PA00097376 | 46° 25′ 50″ nord, 1° 42′ 29″ est   |                   |
| Château des Roches-Tranchelion                             | Avon-les-Roches             | Indre-et-Loire          | Centre-Val de Loire        | classé     | « PA00097543 », notice no PA00097543 | 47° 09′ 42″ nord, 0° 28′ 22″ est   |                   |
| Château d'Azay-le-Rideau                                   | Azay-le-Rideau              | Indre-et-Loire          | Centre-Val de Loire        | classé     | « PA00097546 », notice no PA00097546 | 47° 15′ 33″ nord, 0° 27′ 58″ est   |                   |
| Église Saint-Jean-Baptiste                                 | Langeais                    | Indre-et-Loire          | Centre-Val de Loire        | classé     | « PA00097796 », notice no PA00097796 | 47° 19′ 34″ nord, 0° 24′ 22″ est   |                   |
| Dolmen de Mettray                                          | Saint-Antoine-du-Rocher     | Indre-et-Loire          | Centre-Val de Loire        | classé     | « PA00098055 », notice no PA00098055 | 47° 27′ 46″ nord, 0° 39′ 01″ est   |                   |
| Porte fortifiée de Saint-Épain                             | Saint-Épain                 | Indre-et-Loire          | Centre-Val de Loire        | classé     | « PA00098075 », notice no PA00098075 | 47° 08′ 38″ nord, 0° 32′ 09″ est   |                   |
| Couvent des Cordeliers                                     | Dole                        | Jura                    | Bourgogne-Franche-Comté    | classé     | « PA00101844 », notice no PA00101844 | 47° 05′ 26″ nord, 5° 29′ 30″ est   |                   |
| Prieuré de Champdieu                                       | Champdieu                   | Loire                   | Auvergne-Rhône-Alpes       | classé     | « PA00117446 », notice no PA00117446 | 45° 38′ 40″ nord, 4° 02′ 44″ est   |                   |
| Enceinte de Champdieu                                      | Champdieu                   | Loire                   | Auvergne-Rhône-Alpes       | classé     | « PA00117445 », notice no PA00117445 | 45° 38′ 42″ nord, 4° 02′ 43″ est   |                   |
| Église de la Nativité-de-Notre-Dame                        | Sauvain                     | Loire                   | Auvergne-Rhône-Alpes       | classé     | « PA00117666 », notice no PA00117666 | 45° 40′ 25″ nord, 3° 54′ 24″ est   |                   |
| Église Saint-Étienne                                       | Château-Renard              | Loiret                  | Centre-Val de Loire        | classé     | « PA00098741 », notice no PA00098741 | 47° 55′ 54″ nord, 2° 55′ 33″ est   |                   |
| Église Saint-Pierre                                        | Carennac                    | Lot                     | Occitanie                  | classé     | « PA00095042 », notice no PA00095042 | 44° 55′ 08″ nord, 1° 43′ 56″ est   |                   |
| Église Saint-Pierre-ès-Liens                               | Rampoux                     | Lot                     | Occitanie                  | classé     | « PA00095192 », notice no PA00095192 | 44° 38′ 29″ nord, 1° 18′ 34″ est   |                   |
| Château de Bonaguil                                        | Saint-Front-sur-Lémance     | Lot-et-Garonne          | Nouvelle-Aquitaine         | classé     | « PA00084226 », notice no PA00084226 | 44° 32′ 18″ nord, 1° 00′ 51″ est   |                   |
| Église Saint-Front                                         | Saint-Front-sur-Lémance     | Lot-et-Garonne          | Nouvelle-Aquitaine         | classé     | « PA00084227 », notice no PA00084227 | 44° 34′ 35″ nord, 0° 58′ 18″ est   |                   |
| Greniers Saint-Jean                                        | Angers                      | Maine-et-Loire          | Pays de la Loire           | classé     | « PA00108882 », notice no PA00108882 | 47° 28′ 40″ nord, 0° 33′ 33″ ouest |                   |
| Église Saint-Aubin                                         | Blaison-Gohier              | Maine-et-Loire          | Pays de la Loire           | classé     | « PA00108975 », notice no PA00108975 | 47° 24′ 01″ nord, 0° 22′ 14″ ouest |                   |
| Église Notre-Dame                                          | Chemillé-Melay              | Maine-et-Loire          | Pays de la Loire           | classé     | « PA00109042 », notice no PA00109042 | 47° 12′ 45″ nord, 0° 43′ 51″ ouest |                   |
| Église Notre-Dame                                          | Chênehutte-Trèves-Cunault   | Maine-et-Loire          | Pays de la Loire           | classé     | « PA00109045 », notice no PA00109045 | 47° 18′ 37″ nord, 0° 09′ 22″ ouest |                   |
| Église Saint-Évroul                                        | Cuon                        | Maine-et-Loire          | Pays de la Loire           | classé     | « PA00109070 », notice no PA00109070 | 47° 28′ 44″ nord, 0° 06′ 04″ ouest |                   |
| Église Saint-Julien                                        | Distré                      | Maine-et-Loire          | Pays de la Loire           | classé     | « PA00109084 », notice no PA00109084 | 47° 13′ 23″ nord, 0° 06′ 47″ ouest |                   |
| Dolmen du Bois-Briand                                      | Saumur                      | Maine-et-Loire          | Pays de la Loire           | classé     | « PA00109313 », notice no PA00109313 | 47° 15′ 38″ nord, 0° 06′ 07″ ouest |                   |
| Église Sainte-Hélène                                       | Orval                       | Manche                  | Normandie                  | classé     | « PA00110531 », notice no PA00110531 | 49° 00′ 48″ nord, 1° 28′ 13″ ouest |                   |
| Église Saint-Rémy                                          | Bazancourt                  | Marne                   | Grand Est                  | classé     | « PA00078585 », notice no PA00078585 | 49° 21′ 57″ nord, 4° 10′ 05″ est   |                   |
| Église des Cordeliers                                      | Nancy                       | Meurthe-et-Moselle      | Grand Est                  | classé     | « PA00106105 », notice no PA00106105 | 48° 41′ 52″ nord, 6° 10′ 46″ est   |                   |
| Pierre au Jô                                               | Pont-à-Mousson              | Meurthe-et-Moselle      | Grand Est                  | classé     | « PA00106348 », notice no PA00106348 | 48° 55′ 42″ nord, 6° 00′ 39″ est   |                   |
| Église Saint-Brice de Chonville                            | Chonville-Malaumont         | Meuse                   | Grand Est                  | classé     | « PA00106505 », notice no PA00106505 | 48° 45′ 03″ nord, 5° 29′ 59″ est   |                   |
| Église Notre-Dame                                          | Varennes-en-Argonne         | Meuse                   | Grand Est                  | classé     | « PA00106645 », notice no PA00106645 | 49° 13′ 40″ nord, 5° 02′ 09″ est   |                   |
| Église Saint-Gorgon                                        | Woël                        | Meuse                   | Grand Est                  | classé     | « PA00106682 », notice no PA00106682 | 49° 02′ 31″ nord, 5° 43′ 56″ est   |                   |
| Halles                                                     | Le Faouët                   | Morbihan                | Bretagne                   | classé     | « PA00091195 », notice no PA00091195 | 48° 01′ 58″ nord, 3° 29′ 22″ ouest |                   |
| Église de la Trinité                                       | La Trinité-Porhoët          | Morbihan                | Bretagne                   | classé     | « PA00091763 », notice no PA00091763 | 48° 05′ 51″ nord, 2° 32′ 51″ ouest |                   |
| Église Saint-Symphorien                                    | Suilly-la-Tour              | Nièvre                  | Bourgogne-Franche-Comté    | classé     | « PA00113028 », notice no PA00113028 | 47° 20′ 12″ nord, 3° 03′ 56″ est   |                   |
| Porte Notre-Dame                                           | Cambrai                     | Nord                    | Hauts-de-France            | classé     | « PA00107412 », notice no PA00107412 | 50° 10′ 40″ nord, 3° 14′ 12″ est   |                   |
| Dolmen du Bois                                             | Hamel                       | Nord                    | Hauts-de-France            | classé     | « PA00107545 », notice no PA00107545 | 50° 17′ 01″ nord, 3° 03′ 25″ est   |                   |
| Pierre du Diable                                           | Lécluse                     | Nord                    | Hauts-de-France            | classé     | « PA00107508 », notice no PA00107508 | 50° 16′ 11″ nord, 3° 01′ 34″ est   |                   |
| Grange de Commelles                                        | Orry-la-Ville               | Oise                    | Hauts-de-France            | classé     | « PA00114800 », notice no PA00114800 | 49° 09′ 18″ nord, 2° 30′ 26″ est   |                   |
| Église Notre-Dame                                          | Trumilly                    | Oise                    | Hauts-de-France            | classé     | « PA00114932 », notice no PA00114932 | 49° 14′ 33″ nord, 2° 48′ 03″ est   |                   |
| Église Saint-Martin                                        | Chambois                    | Orne                    | Normandie                  | classé     | « PA00110765 », notice no PA00110765 | 48° 48′ 17″ nord, 0° 06′ 20″ est   |                   |
| Jardin des Tuileries                                       | 1er arrondissement de Paris | Paris                   | Île-de-France              | classé     | « PA00085992 », notice no PA00085992 | 48° 51′ 48″ nord, 2° 19′ 39″ est   |                   |
| Église Saint-Roch                                          | 1er arrondissement de Paris | Paris                   | Île-de-France              | classé     | « PA00085798 », notice no PA00085798 | 48° 51′ 55″ nord, 2° 19′ 57″ est   |                   |
| Couvent des Petits Augustins                               | 6e arrondissement de Paris  | Paris                   | Île-de-France              | classé     | « PA00088507 », notice no PA00088507 | 48° 51′ 24″ nord, 2° 20′ 04″ est   |                   |
| Hôtel des Invalides                                        | 7e arrondissement de Paris  | Paris                   | Île-de-France              | classé     | « PA00088714 », notice no PA00088714 | 48° 51′ 24″ nord, 2° 18′ 46″ est   |                   |
| Chapelle expiatoire                                        | 8e arrondissement de Paris  | Paris                   | Île-de-France              | classé     | « PA00088809 », notice no PA00088809 | 48° 52′ 25″ nord, 2° 19′ 22″ est   |                   |
| Église Saint-Martin                                        | Esquerdes                   | Pas-de-Calais           | Hauts-de-France            | classé     | « PA00108270 », notice no PA00108270 | 50° 42′ 19″ nord, 2° 10′ 58″ est   |                   |
| Église Saint-Léonard                                       | Saint-Léonard               | Pas-de-Calais           | Hauts-de-France            | classé     | « PA00108397 », notice no PA00108397 | 50° 41′ 39″ nord, 1° 36′ 50″ est   |                   |
| Chapelle Saint-Don                                         | Riom                        | Puy-de-Dôme             | Auvergne-Rhône-Alpes       | classé     | « PA00092264 », notice no PA00092264 | 45° 54′ 15″ nord, 3° 05′ 57″ est   |                   |
| Menhir de Charmeau                                         | Broye                       | Saône-et-Loire          | Bourgogne-Franche-Comté    | classé     | « PA00113137 », notice no PA00113137 | 46° 52′ 06″ nord, 4° 18′ 21″ est   |                   |
| Église Saint-Hermès                                        | Rouessé-Fontaine            | Sarthe                  | Pays de la Loire           | classé     | « PA00109920 », notice no PA00109920 | 48° 19′ 22″ nord, 0° 09′ 02″ est   |                   |
| Église Saint-Pierre de Bernay                              | Bernay-Vilbert              | Seine-et-Marne          | Île-de-France              | classé     | « PA00086815 », notice no PA00086815 | 48° 40′ 36″ nord, 2° 56′ 16″ est   |                   |
| Église Saint-Aspais                                        | Melun                       | Seine-et-Marne          | Île-de-France              | classé     | « PA00087097 », notice no PA00087097 | 48° 32′ 20″ nord, 2° 39′ 34″ est   |                   |
| Chapelle Saint-Pierre de Pontloup                          | Moret-Loing-et-Orvanne      | Seine-et-Marne          | Île-de-France              | classé     | « PA00087136 », notice no PA00087136 | 48° 22′ 18″ nord, 2° 49′ 20″ est   |                   |
| Pavillon Flaubert                                          | Canteleu                    | Seine-Maritime          | Normandie                  | classé     | « PA00100590 », notice no PA00100590 | 49° 26′ 04″ nord, 1° 01′ 48″ est   |                   |
| Église Saint-Léonard                                       | La Cerlangue                | Seine-Maritime          | Normandie                  | classé     | « PA00100606 », notice no PA00100606 | 49° 30′ 27″ nord, 0° 24′ 45″ est   |                   |
| Croix de cimetière d'Écretteville-sur-Mer                  | Écretteville-sur-Mer        | Seine-Maritime          | Normandie                  | classé     | « PA00100635 », notice no PA00100635 | 49° 47′ 41″ nord, 0° 29′ 10″ est   |                   |
| Collège d'Eu                                               | Eu                          | Seine-Maritime          | Normandie                  | classé     | « PA00100649 », notice no PA00100649 | 50° 02′ 49″ nord, 1° 25′ 14″ est   |                   |
| Croix de Fontaine-en-Bray                                  | Fontaine-en-Bray            | Seine-Maritime          | Normandie                  | classé     | « PA00100665 », notice no PA00100665 | 49° 40′ 25″ nord, 1° 25′ 26″ est   |                   |
| Église Notre-Dame                                          | Neufchâtel-en-Bray          | Seine-Maritime          | Normandie                  | classé     | « PA00100771 », notice no PA00100771 | 49° 43′ 54″ nord, 1° 26′ 33″ est   |                   |
| Église Saint-Laurent (actuel musée Le Secq des Tournelles) | Rouen                       | Seine-Maritime          | Normandie                  | classé     | « PA00100818 », notice no PA00100818 | 49° 26′ 40″ nord, 1° 05′ 42″ est   |                   |
| Église Saint-Pierre                                        | Saint-Pierre-de-Manneville  | Seine-Maritime          | Normandie                  | classé     | « PA00101042 », notice no PA00101042 | 49° 23′ 33″ nord, 0° 55′ 52″ est   |                   |
| Abbaye de Saint-Wandrille de Fontenelle                    | Saint-Wandrille-Rançon      | Seine-Maritime          | Normandie                  | classé     | « PA00101054 », notice no PA00101054 | 49° 31′ 47″ nord, 0° 46′ 00″ est   |                   |
| Église Saint-Martin                                        | Villequier                  | Seine-Maritime          | Normandie                  | classé     | « PA00101088 », notice no PA00101088 | 49° 30′ 50″ nord, 0° 40′ 24″ est   |                   |
| Fontaine du Griffoul                                       | Lisle-sur-Tarn              | Tarn                    | Occitanie                  | classé     | « PA81000017 », notice no PA81000017 | 43° 51′ 10″ nord, 1° 48′ 38″ est   |                   |
| Église Saint-Pierre                                        | Montricoux                  | Tarn-et-Garonne         | Occitanie                  | classé     | « PA00095845 », notice no PA00095845 | 44° 04′ 32″ nord, 1° 37′ 06″ est   |                   |
| Église Saint-Pierre-Saint-Paul                             | Goussainville               | Val-d'Oise              | Île-de-France              | classé     | « PA00080075 », notice no PA00080075 | 49° 00′ 50″ nord, 2° 27′ 56″ est   |                   |
| Église Saint-Caprais                                       | Grisy-les-Plâtres           | Val-d'Oise              | Île-de-France              | classé     | « PA00080078 », notice no PA00080078 | 49° 07′ 52″ nord, 2° 03′ 03″ est   |                   |
| Église Saint-Justin                                        | Louvres                     | Val-d'Oise              | Île-de-France              | classé     | « PA00080105 », notice no PA00080105 | 49° 02′ 29″ nord, 2° 30′ 23″ est   |                   |
| Église Saint-Martin                                        | Mareil-en-France            | Val-d'Oise              | Île-de-France              | inscrit    | « PA00080117 », notice no PA00080117 | 49° 04′ 12″ nord, 2° 25′ 45″ est   |                   |
| Hôtel de ville                                             | Toulon                      | Var                     | Provence-Alpes-Côte d'Azur | classé     | « PA00081755 », notice no PA00081755 | 43° 07′ 13″ nord, 5° 55′ 56″ est   |                   |
| Remparts                                                   | Avignon                     | Vaucluse                | Provence-Alpes-Côte d'Azur | classé     | « PA00081943 », notice no PA00081943 | 43° 56′ 34″ nord, 4° 48′ 18″ est   |                   |
| Église des Célestins                                       | Avignon                     | Vaucluse                | Provence-Alpes-Côte d'Azur | classé     | « PA00081826 », notice no PA00081826 | 43° 56′ 37″ nord, 4° 48′ 29″ est   |                   |
| Pont Julien                                                | Bonnieux                    | Vaucluse                | Provence-Alpes-Côte d'Azur | classé     | « PA00081981 », notice no PA00081981 | 43° 51′ 45″ nord, 5° 18′ 25″ est   |                   |
| Fontaine publique de Lourmarin                             | Lourmarin                   | Vaucluse                | Provence-Alpes-Côte d'Azur | classé     | « PA00082067 », notice no PA00082067 | 43° 45′ 51″ nord, 5° 21′ 47″ est   |                   |
| Tour de l'Horloge                                          | Vaison-la-Romaine           | Vaucluse                | Provence-Alpes-Côte d'Azur | classé     | « PA00082190 », notice no PA00082190 | 44° 14′ 19″ nord, 5° 04′ 23″ est   |                   |
| Église Saint-Martin                                        | Brux                        | Vienne                  | Nouvelle-Aquitaine         | classé     | « PA00105367 », notice no PA00105367 | 46° 14′ 09″ nord, 0° 11′ 37″ est   |                   |
| Église Saint-Étienne                                       | Celle-Lévescault            | Vienne                  | Nouvelle-Aquitaine         | classé     | « PA00105372 », notice no PA00105372 | 46° 25′ 33″ nord, 0° 11′ 19″ est   |                   |
| Église Notre-Dame                                          | Coussay-les-Bois            | Vienne                  | Nouvelle-Aquitaine         | classé     | « PA00105441 », notice no PA00105441 | 46° 48′ 32″ nord, 0° 44′ 36″ est   |                   |
| Église Notre-Dame de Genouillé (Vienne)                    | Genouillé                   | Vienne                  | Nouvelle-Aquitaine         | classé     | « PA00105461 », notice no PA00105461 | 46° 06′ 26″ nord, 0° 20′ 14″ est   |                   |
| Prieuré de Villesalem                                      | Journet                     | Vienne                  | Nouvelle-Aquitaine         | classé     | « PA00105477 », notice no PA00105477 | 46° 30′ 26″ nord, 1° 00′ 11″ est   |                   |
| Église Saint-Sulpice                                       | Oyré                        | Vienne                  | Nouvelle-Aquitaine         | classé     | « PA00105575 », notice no PA00105575 | 46° 52′ 23″ nord, 0° 37′ 41″ est   |                   |
| Château de la Roche-du-Maine                               | Prinçay                     | Vienne                  | Nouvelle-Aquitaine         | classé     | « PA00105661 », notice no PA00105661 | 46° 56′ 32″ nord, 0° 15′ 19″ est   |                   |
| Église Notre-Dame                                          | Vaux-sur-Vienne             | Vienne                  | Nouvelle-Aquitaine         | classé     | « PA00105757 », notice no PA00105757 | 46° 54′ 47″ nord, 0° 33′ 42″ est   |                   |
| Église Notre-Dame                                          | Médonville                  | Vosges                  | Grand Est                  | classé     | « PA00107201 », notice no PA00107201 | 48° 13′ 11″ nord, 5° 43′ 49″ est   |                   |
| Église Saint-Thibault                                      | Joigny                      | Yonne                   | Bourgogne-Franche-Comté    | classé     | « PA00113704 », notice no PA00113704 | 47° 58′ 59″ nord, 3° 23′ 42″ est   |                   |
| Chapelle du Bourg-d'En-Bas                                 | Mailly-le-Château           | Yonne                   | Bourgogne-Franche-Comté    | classé     | « PA00113734 », notice no PA00113734 | 47° 35′ 37″ nord, 3° 38′ 08″ est   |                   |
| Château de Maisons-Laffitte                                | Maisons-Laffitte            | Yvelines                | Île-de-France              | classé     | « PA00087491 », notice no PA00087491 | 48° 56′ 50″ nord, 2° 09′ 14″ est   |                   |
| Fontaine de la place Saint-Louis                           | Versailles                  | Yvelines                | Île-de-France              | classé     | « PA00087690 », notice no PA00087690 | 48° 47′ 56″ nord, 2° 07′ 29″ est   |                   |